# Forêt de Frageu
La forêt de Frageu était une forêt française située dans le département de la Mayenne. Elle était une partie d'une ancienne et vaste forêt située aux confins des départements de la Mayenne à l'est, et de l'Ille-et-Vilaine à l'ouest, qui comprenait, du nord-est au sud-ouest : la forêt de Frageu et la forêt du Pertre (entre Mondevert et Le Pertre).
La forêt de Frageu comprenait le bois de Misedon, le bois des Gravelles (entre Saint-Pierre-la-Cour et La Brûlatte), le bois des Éffretais (entre Saint-Pierre-la-Cour et La Gravelle).

## Histoire
Les bois de Frageu désignent à partir du début du XIIIe siècle, une immense forêt qui couvre les bois, aujourd’hui distincts, de Clermont, de Misedon, du Parc, des Essarts, des Effretais et des Gravelles. La famille de Laval possédaient  la forêt. Entre 1196 et 1210, Guy VI de Laval concède au prieuré du Plessis-Milcent, plusieurs droits d'usage de la Forêt de Frageu, mais conserve le droit de chasser les lapins et les chevreuils.
En 1248, un accord entre Emma de Laval et les moines de l'abbaye de Clermont indique que Frageu comprend les bois de Misedon, des Hayes, de Mautaillé, du Rage, des Fertés et des Essarts. L’accord rajoute enfin que les moines possèdent les deux bois des Plaisses et de la Baulnière. 
Dès la fin du XIIe siècle, les bois de Misedon sont découpés en bois dévolus à des prieurés ou à l'abbaye de Clermont. Par un acte de 1194, on sait que la forêt est divisée par la vetus via. En 1205, à l’occasion du don d'un moulin aux moines du prieuré du Plessis-Milcent, on mentionne les fossés séparant la forêt. 
La mise en valeur de la forêt de Frageu est confiée à des abbayes: la fondation du prieuré du Plessis-Milcent à Port-Brillet vers 1140par Guy IV de Laval, et celle de l'abbaye de Clermont, aux lisières du bois de Misedon, fondée par Guy V en 1152.